# Pietro Vivaldi Pasqua
Pietro Maria, Vivaldi Pasqua Duca di San Giovanni (Cagliari, 24 settembre 1785 – 4 novembre 1856) è stato un generale italiano, insignito del Collare dell'Ordine supremo della Santissima Annunziata da re Vittorio Emanuele II.

## Biografia
Nacque a Cagliari il 24 settembre 1785, figlio di Pietro Giuseppe, Marchese di Trivigno, e di Maria Vincenza Zatrillas Manca. Arruolatosi nell'Armata Sarda fu assegnato all'arma di cavalleria. Il 30 novembre 1819 era  maggiore sottoaiutante generale applicato allo Stato maggiore della Divisione di Genova. Primo scudiere di re Vittorio Emanuele I, fu da lui creato barone di Sano, Cuglieri e Villasalto nel 1816 e barone di Geraci nel 1817, e dopo i moti rivoluzionari del 1821 si recò a Nizza per omaggiare il sovrano che aveva abdicato, e stava partendo per l'esilio.  Promosso tenente colonnello, il 28 agosto 1823 divenne colonnello dello Stato Maggiore Generale, decurione per la I classe di Genova, proprietario di palazzo Vivaldi Pasqua in piazza Fontane Marose (poi Pallavicino), e in quello stesso anno re Carlo Felice lo nominò duca di San Giovanni. Il 23 luglio 1827 divenne capo di stato maggiore della Divisione della Savoia. Promosso maggior generale delle Regie Armate, fu nominato primo scudiere di re Carlo Felice, e gran maestro delle Cerimonie. Grande di Corte, Cavaliere di gran croce decorato di gran cordone dell'Ordine dei Santi Maurizio e Lazzaro, Cavaliere di prima classe dell'Ordine di Sant'Anna di Russia,  re Carlo Alberto lo nominò conte di Luceto nel 1841 e prefetto del Regio Palazzo.  Il 30 dicembre 1850 Re Vittorio Emanuele II lo insignì del Collare dell'Ordine supremo della Santissima Annunziata di cui fu anche tesoriere dell'ordine, e il 14 aprile 1853 ricevette la Medaglia mauriziana. Si spense il 4 novembre 1856.

### Fonti
1. 1 2 3  Novi Nostra.
2. 1 2 3 4 5  Lo Faso di Serradifalco 2016, p. 457.
3. ↑   Calendario generale pe' Regii Stati pubblicato con autorità del Governo e, 1838,  p. 812. URL consultato il 12 marzo 2021.
4. 1 2 3 4   Calendario generale pe' Regii Stati pubblicato con autorità del Governo e, 1847,  p. 175. URL consultato il 12 marzo 2021.
5. ↑  Boselli 1917, p. 141.
6. ↑   Indicatore generale militare dell'esercito piemontese, 1852,  p. 18. URL consultato il 12 marzo 2021.